# نارا وارطانیان
نارا واردانیان (ارمنی: Նառա Վարդանյան؛  زادهٔ ۵ فوریهٔ ۱۹۸۵)، نویسنده اهل ارمنستان است.

## زندگی‌نامه
وی در ۵ فوریهٔ ۱۹۸۵ در روستای تاووش به دنیا آمد و از دانشگاه دولتی ایروان فارغ‌التحصیل شد. وی عضو اتحادیه نویسندگان ارمنستان می‌باشد. وی در گراکان ترت فعالیت می‌کند. وی همچنین برندهٔ جوایزی همچون جایزه جوانان رئیس‌جمهور ارمنستان شده است.